# Vol China Airlines 811
Le 27 février 1980, un Boeing 707 effectuant le vol China Airlines 811, un vol international régulier opéré par China Airlines, reliant l'aéroport international Tchang Kaï-chek, à Taïwan, à l'aéroport international Ninoy-Aquino, aux Philippines, s'écrase avant le seuil de la piste, lors de son atterrissage. Sur les 135 personnes à bord, on compte deux morts et 51 blessés.

## Avion et équipage
L'appareil impliqué est un Boeing 707-309C, immatriculé B-1826 et construit en 1969. Son premier vol a eu lieu le 26 novembre 1969, puis l'avion a été livré à China Airlines le 11 décembre de la même année.
Le commandant de bord, Wu Gong, était un pilote expérimenté, avec trente années d'expérience au sein de China Airlines, tandis que le copilote avait près de quinze ans d'expérience de vol dans la compagnie aérienne.

## Enquête
L'enquête révèle que l'appareil n'était pas correctement configuré pour l'approche, en raison du fait que les pilotes n'ont pas effectué les check-lists avant l'atterrissage, pourtant nécessaires pour réaliser cette phase du vol. L'avion est alors descendu trop bas sous la pente de descente, en raison d'une mauvaise coordination entre les membres d'équipage, et s'est finalement écrasé environ 50 mètres avant le seuil de la piste.